# Ajschylos
Ajschylos, Aischylos z Eleusis, Eschyl (gr. Αἰσχύλος Aischýlos), (ur. 525 p.n.e. w Eleusis, zm. 456 p.n.e. na Sycylii) – jeden z najwybitniejszych (obok Sofoklesa i Eurypidesa) tragików ateńskich, powszechnie uważany za rzeczywistego twórcę tragedii greckiej. Wprowadził na scenę drugiego aktora, przyczynił się do rozwoju dialogu i akcji scenicznej, ograniczył rolę chóru, wprowadził do tragedii akcję dziejącą się poza sceną.

## Życiorys
Ajschylos był synem Euforiona, pochodził z zamożnej, prawdopodobnie arystokratycznej rodziny, lecz swoją sympatią obdarzył demokrację ateńską. Dość wcześnie rozpoczął działalność dramatopisarską. Jego debiut dramatyczny przypadł zapewne na rok 500 p.n.e. Po ukończeniu 25 roku życia (w okresie 70 Olimpiady w latach 499–496 p.n.e.) rywalizował podobno w konkursie tragicznym z Pratinasem i Choirilosem, a pierwsze zwycięstwo odniósł w roku 484 p.n.e. Pierwsza tragedia, która zachowała się do naszych czasów, czyli Persowie, została wystawiona dopiero w roku 472 p.n.e. W sumie 13 razy zdobywał doroczną nagrodę ateńskich igrzysk teatralnych. W wieku 35 lat, w roku 490 p.n.e. walczył jako hoplita przeciwko Persom w bitwie pod Maratonem (w tej bitwie bohatersko zginął jego brat, Kynegeiros). Najprawdopodobniej brał również udział w bitwie u przylądka Artemizjon, następującej po niej bitwie pod Salaminą (480 p.n.e.) i w bitwie pod Platejami (479 p.n.e.).
Około roku 476 p.n.e. na zaproszenie tyrana Syrakuz, Hierona I, wyjechał na Sycylię na uroczystości związane z założeniem miasta Etna. Podobno Ajschylos wystawił tam swój dramat Etnijki. Drugą, a jak przypuszczają niektórzy badacze – trzecią podróż na Sycylię poeta odbył pod sam koniec życia. Wyjazd ten łączono z faktem, że Ajschylos w jednej ze swoich sztuk ujawnił pewne tajemnice misteriów co uwikłało go w proces, zakończony jego uniewinnieniem. Źródła starożytne wskazują jeszcze inne powody wyjazdu tragika w tę ostatnią podróż: jednym z nich miało być wygnanie z Aten, spowodowane rzekomo zawaleniem się trybun podczas agonu tragediowego, w którym wystawiano jego sztuki; innym – porażka poniesiona w konkursie na elegię sławiącą poległych w bitwie pod Maratonem; lub wreszcie – zwycięstwo Sofoklesa nad Ajschylosem w agonie około roku 468 p.n.e.
Poeta najprawdopodobniej zmarł około roku 456 p.n.e. w sycylijskim mieście Gela. Według legendy zginął, gdy orłosęp brodaty zrzucił na jego łysą głowę żółwia, sądząc, że to kamień, na którym można rozłupać skorupę. Według Pliniusza Starszego, Ajschylos starał się jak najczęściej przebywać na zewnątrz budynków w związku z obawą wywołaną przepowiednią, że umrze zabity przez spadający przedmiot.

## Teatr Ajschylosa
Ajschylos uchodzi za twórcę tragedii greckiej, lecz pierwsze z ocalałych jego dzieł wystawiano już wtedy, gdy teatr ateński znajdował się na drugim etapie swego rozwoju, czyli wtedy, gdy widowiska realizowano nie na agorze, ale w przestrzeni teatralnej, powstałej w świętym okręgu Dionizosa, tj. przy świątyni Dionizosa we wschodniej części południowego zbocza akropolis w Atenach.
Zgodnie z ustaleniami Roberta Chodkowskiego w ewolucji greckiego teatru klasycznego należy wyodrębnić cztery podstawowe okresy:
- Okres pierwszy obejmuje epokę Pizystrata i jego synów, to znaczy czasy, w których orchestra znajdowała się jeszcze na agorze.
- Okres drugi obejmuje czasy Ajschylosa, a także pierwszy etap działalności Sofoklesa, kiedy orchestrę i widownię przeniesiono do świętego okręgu Dionizosa.
- Okres trzeci przypada na czas wojny peloponeskiej i pokoju Nikiasza.
- Okres czwarty to koniec wieku IV p.n.e. Wówczas powstaje tzw. teatr Likurga[7].

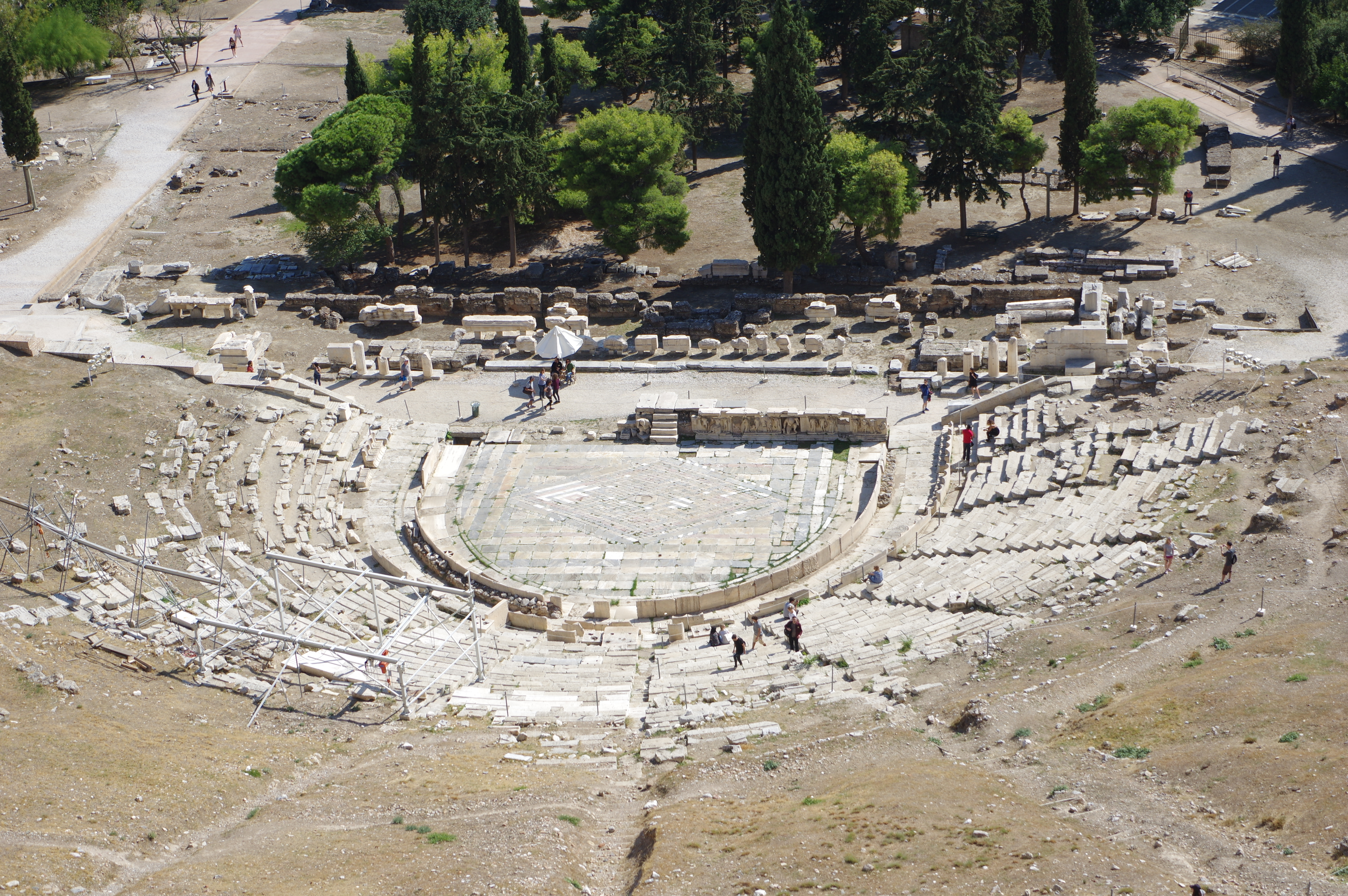
Współczesne zdjęcie ruin Teatru Dionizosa w Atenach, gdzie przedstawiono wiele dzieł Ajschylosa

Pierwsze z ocalałych dzieł Ajschylosa nie potrzebowały specjalnego budynku jako tła dla akcji dramatycznej. Aktorzy wykorzystywali odrębną przestrzeń namiotu lub budki, gdzie zakładano kostiumy. Pierwszy zachowany utwór Ajschylosa, który wymagał budynku jako tła dla akcji dramatycznej to Oresteja. Istnieje prawdopodobieństwo, że pomysłodawcą takiego drewnianego budynku z trzema drzwiami w ścianie frontowej był Ajschylos. Budynek wznoszono na stycznej do okręgu orchestry. Środkowe drzwi mogły wyobrażać wejście do pałacu królewskiego bądź świątyni. Budynek wykorzystywali też aktorzy jako przestrzeń przygotowań do gry. Zachodzi przypuszczenie, że takie rozwiązanie sceniczne zastosowano między rokiem 467 p.n.e., kiedy wystawiono Siedmiu przeciw Tebom, a rokiem 458 p.n.e., czyli rokiem wystawienia Orestei.

### Kostium i maska
Tradycja przypisuje Ajschylosowi wynalazek kostiumu tragicznego. Bardziej prawdopodobne jest jednak to, że Ajschylos wykorzystywał tylko kostiumy bardziej okazałe od tych, które zakładali aktorzy, występujący w spektaklach jego poprzedników. Teksty utworów dramatycznych zawierają szczątkowe informacje o kostiumach postaci. W tragediach Ajschylosa jedynie w dwóch przypadkach zamieszczono takie informacje, tj. w Choeforach, gdzie mowa o tym, że Elektra nosi czarne szaty oraz w Agamemnonie, w którym wskazuje się na szaty Kasandry. W teatrze Ajschylosa kolor stroju sygnalizował rangę/pozycję osoby, która strój ten nosiła, jak również wyrażał jej nastrój, np. czarna narzutka w szatach Elektry w Choeforach była znakiem żałoby bohaterki.
Istotnym elementem kostiumu antycznego aktora była maska. Robert Chodkowski zaznacza, że przed Ajschylosem maski były wykorzystywane już przez Tespisa, tyle tylko że były to maski niemalowane o dość groteskowym wyglądzie. „Ajschylos jako pierwszy posłużył się maską malowaną i nadał jej charakter wzbudzający grozę. Maski wyrabiano z płótna lnianego i gipsu, nadając im odpowiednią formę i wygląd przez pozostawienie otworów na oczy i usta oraz przez odpowiednie malowanie. Włosy i broda były doklejane”. W przedstawieniach posługiwano się także koturnami (tj. specjalnym obuwiem) i onkosem (tj. wysoką fryzurą), ale nie ma dowodów na to, że były one używane w teatrze Ajschylosa.

### Ajschylejska tragedia
Zgodnie z przekazami Arystotelesa Ajschylosa należy traktować jako twórcę, który nadał tragedii greckiej jej realny kształt. Jeżeli dokonać zestawienia osiągnięć Frynichosa z osiągnięciami Ajschylosa, to okaże się, że ewolucja tragedii-kantaty w tragedię jako formę dramatyczną i dzieło teatralne dokonała się za sprawą Ajschylosa. Poeta wprowadził tragiczny patos, zastosował elementy dramatyczne, które były konsekwencją bezpośredniego przedstawiania akcji na scenie, a także myślał o tragedii jak o koherentnym dziele, mającym swój właściwy kształt w przestrzeni teatralnej. Poeta także jako pierwszy wprowadził do tragedii tematy religijno-moralne.
Na tragedię Ajschylosa wpłynęła twórczość Homera. Poeta zawdzięcza również sporo poetom lirycznym, zaś pieśni jego chórów można traktować jako formę kontynuacji „liryki chóralnej tworzonej w dialekcie doryckim”. Wskazuje się na oddziaływanie na Ajschylosa takich poetów, jak Archiloch czy Anakreont. Ajschylos nie pozostał także obojętny na ferment naukowy jego epoki. Robert Chodkowski zaznacza, że do niektórych fragmentów Prometeusza i Eumenid przeniknęła terminologia medyczna, do Agamemnona słownictwo geometrii, a w Orestei można znaleźć terminy prawnicze.

## Charakterystyka twórczości
Ajschylos – tak jak inni twórcy jego epoki – tematykę swoich utworów zakotwiczał w mitologii greckiej. Nie oznacza to, że ukazując postaci mitologiczne i naznaczone uniwersalnością, nie odnosił się do współczesnych mu wydarzeń społeczno-politycznych. Przeciwnie – odpowiednio dobrane mity dramatyzował w taki sposób, aby można było wypełniać je aktualnymi odniesieniami i aby widzowie mogli wyciągnąć z nich nauki, kształtując własną moralność. Swoją rolę tragediopisarza traktował bowiem jako rolę wychowawcy społeczeństwa, nauczyciela, uwrażliwiającego na cnoty obywatelskie.
W swych utworach tragediopisarz wzniósł się na wyżyny prawdziwej poezji. Jego tragedie rozgrywane są zawsze w kręgu największych problemów moralnych i religijnych. Tworzył potężne postacie, zdolne udźwignąć ciężar reprezentowanych przez siebie idei. Bohaterów Ajschylosa cechuje niemal posągowość. Uderzająca w tragediach Ajschylosa jest również majestatyczność i dostojeństwo stylu, prostota i liryczność języka, sceny pełne dramatycznego napięcia i prawdziwego tragizmu. Cechami dystynktywnymi jego twórczości są bezpośredniość i konkretność, zmysłowość, profetyczny ton, surowa prostota, wzniosłość wypowiedzi i przedstawienia, dominacja obrazu i brak skłonności do analizy.
Należy zwrócić uwagę na stosunek Ajschylosa jako artysty i myśliciela do własnej epoki. W jego tragediach odbiło się także wiele ważnych problemów formowania się fundamentów demokracji ateńskiej. Ajschylos osadzając swoje utwory w świecie historii lub mitu, wypowiadał się językiem sztuki w wielu doniosłych zagadnieniach swoich czasów, wykazywał wyraźną sympatię dla demokracji ateńskiej, a nie akceptował tyranii i wszelkich form despotyzmu.

### Ajschylejska idea etyczno-religijna
Ajschylos należał do ludzi obdarzonych głęboką i refleksyjną wiarą w wyższą siłę, kierującą losami ludzkimi. Uważał, że religia – o ile jest właściwie i refleksyjnie pojmowana – stanowi istotny czynnik kształtowania moralności (cnót) społeczeństwa. O ile Homer ukazywał bogów, będących odpowiednikami egoistycznych i interesownych ludzi, o tyle Ajschylos widział w nich transcendentne siły, warunkujące porządek w świecie, który dla człowieka jest praktycznie niepojmowalny.

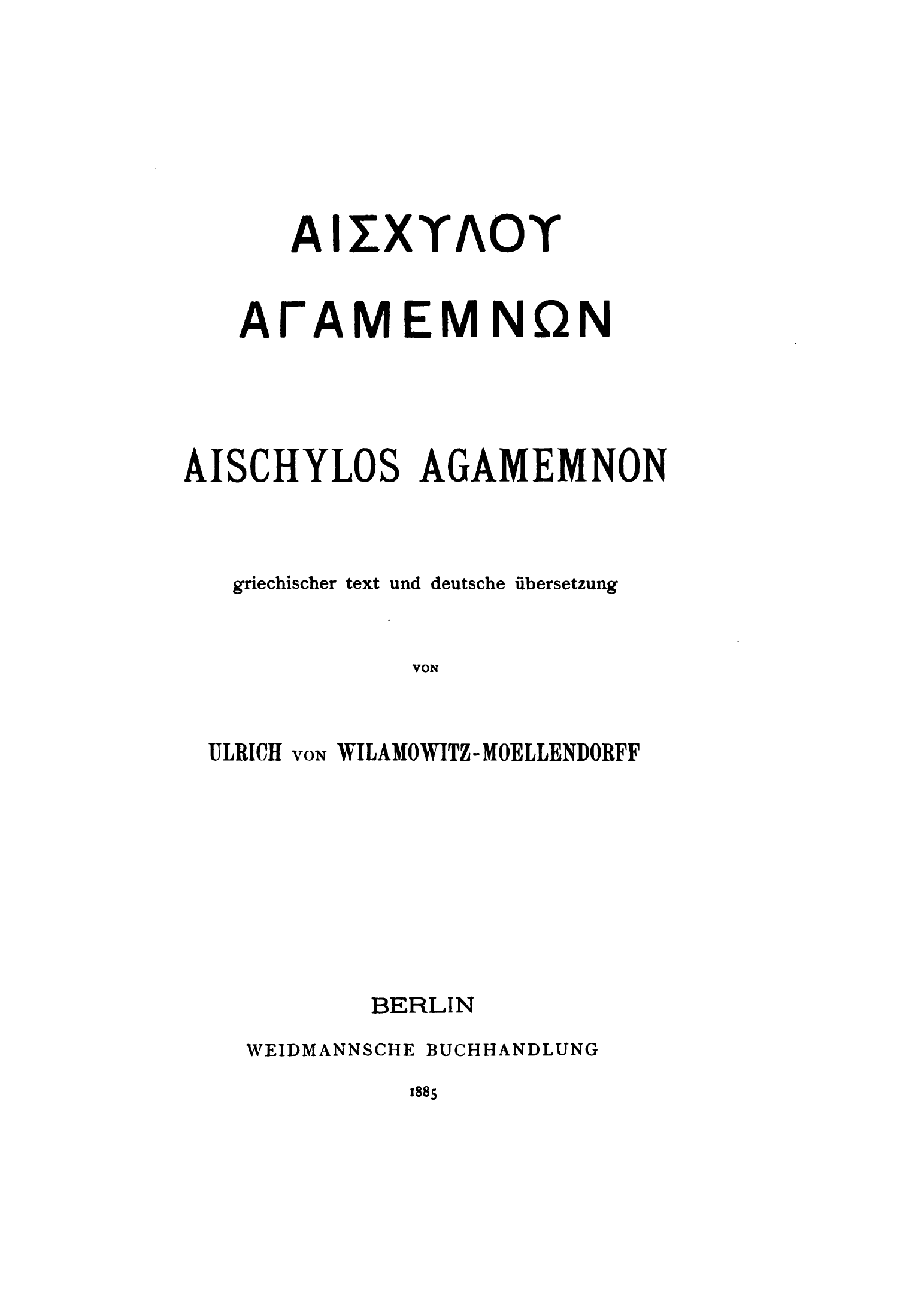
Strona tytułowa Agamemnona Ajschylosa w opracowaniu Ulricha von Wilamowitza-Moellendorffa

Ajschylejski model rzeczywistości jest zatem podporządkowany ideom etyczno-religijnym. To one rzutują na kompozycję tragedii, na układ zdarzeń dramatycznych, konstrukcję postaci i kształt obrazów dramatycznych. Model ten opiera się na przekonaniu, że światem rządzi boska sprawiedliwość, zaś kluczowymi bóstwami, które ją stanowią są Zeus, Mojry oraz Dike. Sprawiedliwość boska i ludzka pozostają tutaj w ścisłej zależności. Obie opierają się wierze w ład, który może zapanować tylko poprzez cierpienie.
W utworach poety dobrzy władcy mają boski majestat. Natomiast kara, która dotyka złych władców, jest niejako dwuaspektowa: jeżeli źli władcy sprzeciwiają się bogom, to ponoszą karę i kara ta dosięga także ich lud. Jeżeli zaś źli władcy dokonują przestępstw wobec ludu, to również wywołują gniew bogów. Królowie ponoszą bowiem odpowiedzialność za swój lud, ale i lud jest pewnym „przedłużeniem” królów. W dziele Ajschylosa „obraza bogów i obraza ludu to jakby dwa oblicza tej samej zbrodni”.
Można uznać, że Ajschylos występuje jako kontynuator myśli Homera, w dziele którego los – w jednym przypadku – przeciwstawia się bogom, a innym razem jest utożsamiany z wolą Zeusa. Ponadto podnosi się, że Ajschylos – podobnie jak Hezjod i Solon – koncentruje się na kwestiach relacji między Zeusem i Dike, co pozostaje w związku z ajschylejską koncepcją umoralniającej funkcji Zeusa i religii, z konstruktywnym stosunkiem do porządku społeczno-politycznego, z racjonalistycznym traktowaniem zarówno rzeczywistości, jak i etyki i religii.
Solon i Ajschylos wskazują bowiem na związek moralny między winą, jaka jest efektem nadmiaru powodzenia czy bogactwa, a karą, którą zsyłają obrażone bóstwa. Solon podkreśla, że nadmierne bogactwo, czyli olbos powoduje przesyt, to znaczy koros. Natomiast koros jest podstawą pychy, a więc hybris w człowieku, który nie posiada mądrości, jaka wynika z myślenia w kategoriach umiaru. Klęska, tj. ate człowieka pysznego jest skutkiem jego własnej winy. Przykładem takiego myślenia w twórczości Ajschylosa jest Agamemnon, w którym Chór mówi, że „bezbożny czyn rodzi nowe czyny bezbożne” (tłum. Stefan Srebrny).
W zestawieniu z dziełem Solona tragedia Ajschylosa jest nastawiona na działanie dydaktyczno-wychowawcze. W przypadku utworów tragika kara i cierpienie są nauczycielami mądrości, bo tylko w ten sposób człowiek zyskuje świadomość reguł i ładu ustanowionego przez Zeusa w oparciu o Dike. Maria Maślanka-Soro zauważa, że „Zeus Ajschylosa nie tylko stoi na straży praw Dike i nie tylko jest symbolem kary za przekroczenie kodeksu moralnego, ale że zsyła na człowieka >zbawienne< cierpienie, a owa myśl urasta w formułę zajmującą istotne miejsce i pełniącą ważną funkcję w strukturze jego tragedii”.

#### Tendencje monoteistyczne
W tragediach Ajschylosa bóstwem centralnym jest Zeus. Jest on bóstwem wszechmocnym, którego wola jest nieuchronna, a jego postanowienia są nieugięte. Zarazem jest on jedynym bóstwem, mogącym być postrzeganym w perspektywie autentycznej wolności. Jedyne ograniczenie niesie konieczność, która jest utożsamiana z Mojrą. Zeus jest zatem bogiem najwyższym, „uosobieniem najwyższej władzy boskiej”, kierującym wszystkimi sprawami, dbającym o ład świata, uczącym ludzi właściwego postępowania i sprawiedliwości. Na tych ludzi, którzy nie chcą podporządkować się ogólnie panującym regułom, Zeus zsyła cierpienia, aby nauczyć ich mądrości. Tym samym Ajschylosa można traktować jako wyraziciela idei monoteizmu.

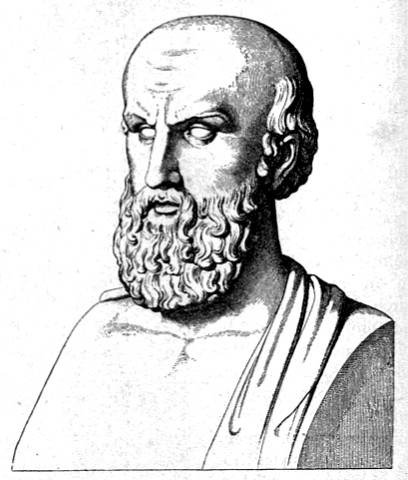
Ajschylos

### Tragizm w dziele Ajschylosa
W świecie przedstawionym Ajschylosa każdy wybór i czyn człowieka jest naznaczony tragizmem. Jeśli człowiek dopuszcza się krwawego występku, to nie ma możliwości, aby wiedza o nim pozostała tylko w kręgu osobistym lub rodzinnym. Każdy krwawy czyn dokonany w tym świecie otwiera przestrzeń sakralną, gdzie czyn ten rozlicza się w kategoriach winy i kary.

## Ajschylos na współczesnych scenach polskich
Jedyne dzieło Ajschylosa, które zwraca uwagę współczesnych polskich reżyserów teatralnych, to Oresteja. 25 lutego 2007 roku w Narodowym Starym Teatrze im. Heleny Modrzejewskiej w Krakowie zaprezentowano Oresteję w reżyserii Jana Klaty. W spektaklu wystąpili Anna Dymna jako Klitajmestra, Jerzy Grałek jako Agamemnon, Małgorzata Gałkowska jako Kassandra, Juliusz Chrząstowski jako Ajgistos, Anna Radwan-Gancarczyk jako Elektra, Joanna Kulig jako Tejsifone. Spektakl otwiera scena katastroficzna, będąca ogólną aluzją do zamachu z 11 września 2001 roku. Jednak odniesienie to należy traktować nie jako wypowiedź polityczną, ale jako wypowiedź historiozoficzną. W przedstawieniu stworzono przestrzeń zuniwersalizowaną, to znaczy ani antyczną, ani współczesną, pomimo licznych aluzji do współczesnego życia społecznego, politycznego i kulturalnego. Wykorzystano elementy kultury masowej, operowano konwencjami popkultury, ukazując greckich bogów jako celebrytów i przeszczepiając np. reguły reality shows. Chór przedstawiono jako „gromadę w garniturach”, zaś Erynie wystylizowano na girlsband. Przedstawienie Jana Klaty zinterpretowano jako ostrzeżenie przed zagrożeniami i upadkiem współczesnej cywilizacji.
14 kwietnia 2012 roku w Teatrze Narodowym w Warszawie odbyła się premiera Orestei wyreżyserowanej przez Maję Kleczewską. W przedstawieniu udział wzięli m.in. Danuta Stenka jako Klitemnestra, Mirosław Konarowski jako Agamemnon, Wiktoria Gorodeckaja jako Kassandra i Kamilla Baar jako Elektra. Twórcy spektaklu nie sięgnęli po tragedię Ajschylosa, aby zaprezentować problemy współczesnych rodzin patologicznych. Zadawali pytania o to, co wzbudza pragnienie mordów i obserwowania śmierci innych. Krytyka podkreśliła, że autorzy dostarczyli tylko „hard core'u oprawionego w estetyczną ramę tańca, muzyki i formuły snu. Uprzystępniają obrazy makabryczne, karmią widzów estetycznymi scenami przemocy”. Zwracano także uwagę na muzykę skomponowaną przez Agatę Zubel, złożoną z szeptów, krzyków, zaśpiewów, jednogłosowych pieśni chóralnych i dźwięków elektronicznych. Dzięki sferze audialnej ujawniał się tragizm świata Ajschylosa, obnażała się negatywna strona duszy człowieka i małość jego losów, zdeterminowanych przez transcendentne fatum.
Warto również wspomnieć o spektaklu "Oresteia" w Teatrze AST w Krakowie. To właśnie 8 lutego 2023 roku ukazała się po raz pierwszy na scenie im. Jerzego Treli inscenizacja w wykonaniu aktorów-absolwentów Akademii Sztuk Teatralnych w Krakowie. Reżyserem pokazu umiejętności jest nie kto inny, jak Michał Zadara, ujmujący współczesnym okiem kwintesencję tragedii Ajschylosa.

## Spuścizna

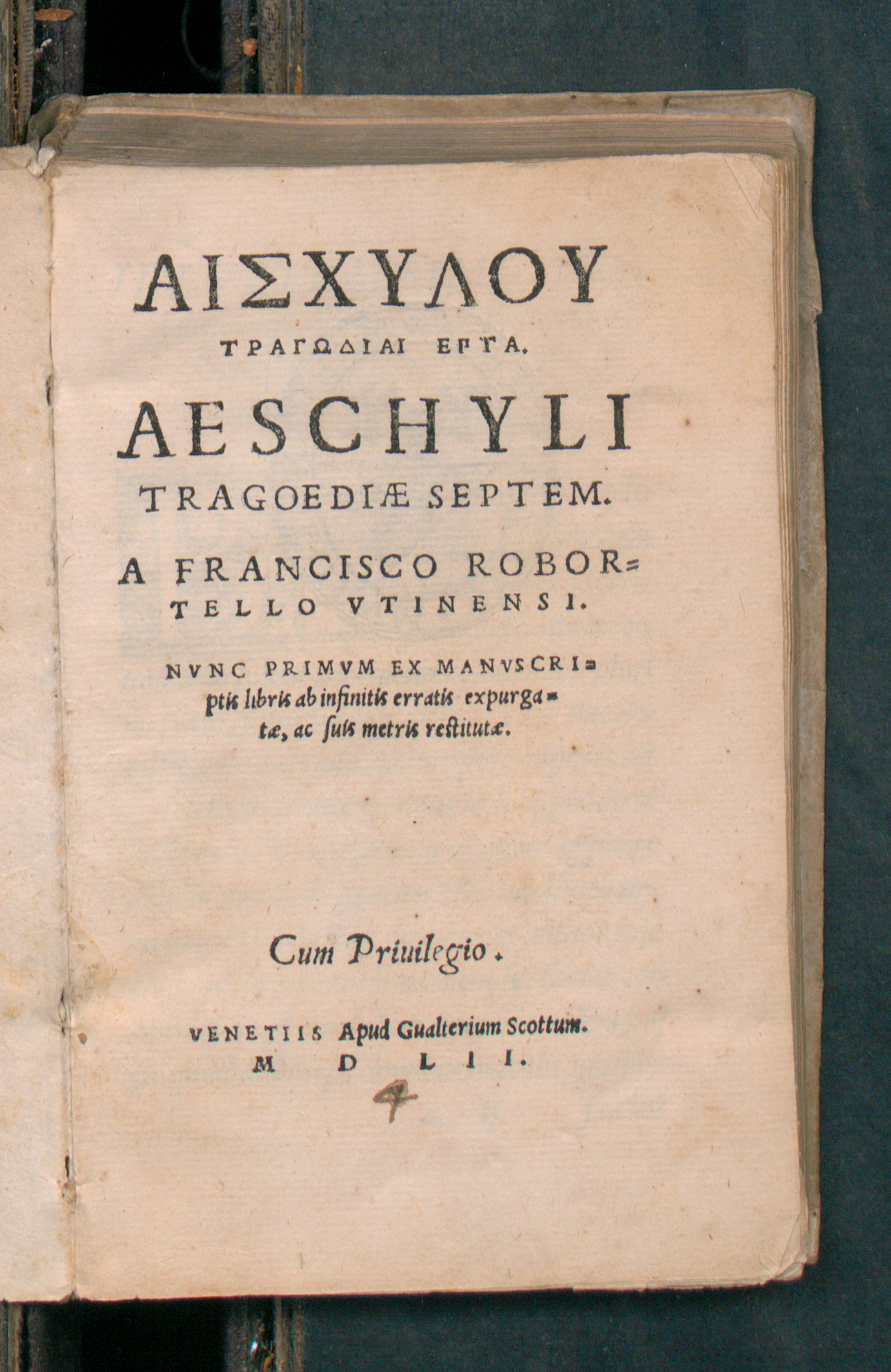
Aeschyli Tragoediae septem, 1552

Twórczość Ajschylosa obejmowała mniej więcej 90 utworów: około 70 tragedii i 20 dramatów satyrowych, jednak do naszych czasów z tego olbrzymiego dorobku w całości przetrwało zaledwie 7 sztuk, a oprócz tego tytuły utworów i różnej wielkości fragmenty.
- Persowie (Persai) (wystawiono 472 p.n.e.)
- Siedmiu przeciw Tebom (tekst) (Hepta epi Thebas) (wystawiono 467 p.n.e.)
- Błagalnice (tekst) (Hiketides) (wystawiono 463 p.n.e.)
- trylogia tragiczna Oresteja (wystawiono 458 p.n.e.)
  - Agamemnon
  - Ofiarnice (Choephoroi)
  - Eumenidy (Eumenides)
- Prometeusz w okowach (Prometheus desmotes) (wystawiono 458 p.n.e.) – środkowa część trylogii tragicznej, w skład której wchodziły także niezachowane do dziś sztuki Prometeusz niosący ogień i Prometeusz wyzwolony[29]